# Hydrolagus
Hydrolagus é um género de peixes cartilagíneos marinhos da família Chimaeridae que agrupa cerca de 25 espécies validamente descritas. Integra as espécies conhecidas pelo nome comum de quimeras.

## Descrição
Habitam nas águas marinhas de todo o mundo. Algumas espécies ocorrem a grande profundidade, por exemplo a mais de 700 metros, em águas onde jamais chega a luz do sol, onde a obscuridade é total, pelo que possuem órgãos electrorreceptores que detectam a radiação electromagnética emitida por outras criaturas marinhas graças a nervos especializados presentes nos lados do corpo.
São um grupo de peixes que não sofreu mudanças nos últimos 150 milhões de anos pelo que o seu aspecto é incomum, pois não se parece com os restantes peixes. Frequentemente as suas barbatanas peitorais são similares a asas, com a barbatana dorsal a terminar em ponta afilada e a cauda muito comprida e em forma de chicote.  

### Espécies

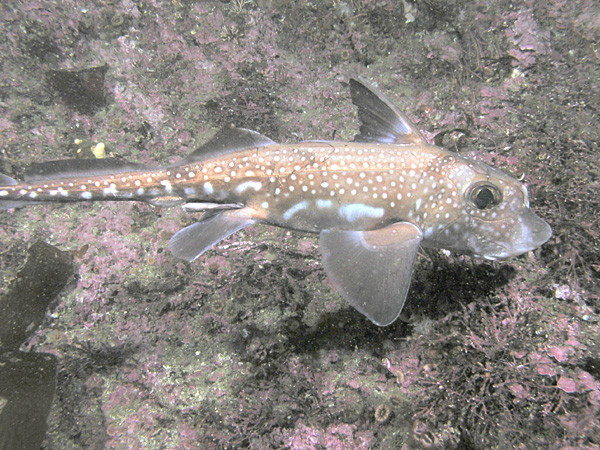
Hydrolagus colliei.

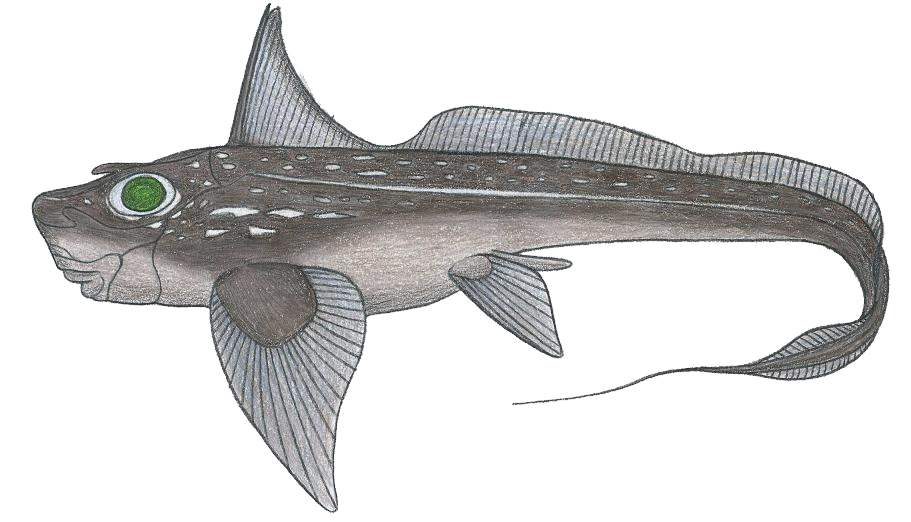
Hydrolagus matallanasi.

Este género subdivide-se em 25 espécies:
- Hydrolagus affinis (Brito Capello, 1868)
- Hydrolagus africanus (Gilchrist, 1922)
- Hydrolagus alberti Bigelow & Schroeder, 1951
- Hydrolagus alphus Quaranta, Didier, Long & Ebert, 2006
- Hydrolagus barbouri (Garman, 1908)
- Hydrolagus bemisi Didier, 2002
- Hydrolagus colliei (Lay & E. T. Bennett, 1839)
- Hydrolagus deani (H. M. Smith & Radcliffe, 1912)
- Hydrolagus eidolon (D. S. Jordan & C. L. Hubbs, 1925)
- Hydrolagus homonycteris Didier, 2008
- Hydrolagus lemures (Whitley, 1939)
- Hydrolagus lusitanicus Moura, I. M. R. Figueiredo, Bordalo-Machado, C. Almeida & Gordo, 2005
- Hydrolagus macrophthalmus de Buen, 1959
- Hydrolagus marmoratus Didier, 2008
- Hydrolagus matallanasi Soto & Vooren, 2004
- Hydrolagus mccoskeri L. A. K. Barnett, Didier, Long & Ebert, 2006
- Hydrolagus melanophasma K. C. James, Ebert, Long & Didier, 2009
- Hydrolagus mirabilis (Collett, 1904)
- Hydrolagus mitsukurii (D. S. Jordan & Snyder, 1904)
- Hydrolagus novaezealandiae (Fowler, 1911)
- Hydrolagus ogilbyi (Waite, 1898)
- Hydrolagus pallidus Hardy & Stehmann, 1990
- Hydrolagus purpurescens (C. H. Gilbert, 1905)
- Hydrolagus trolli Didier & Séret, 2002
- Hydrolagus waitei Fowler, 1907

## Galeria

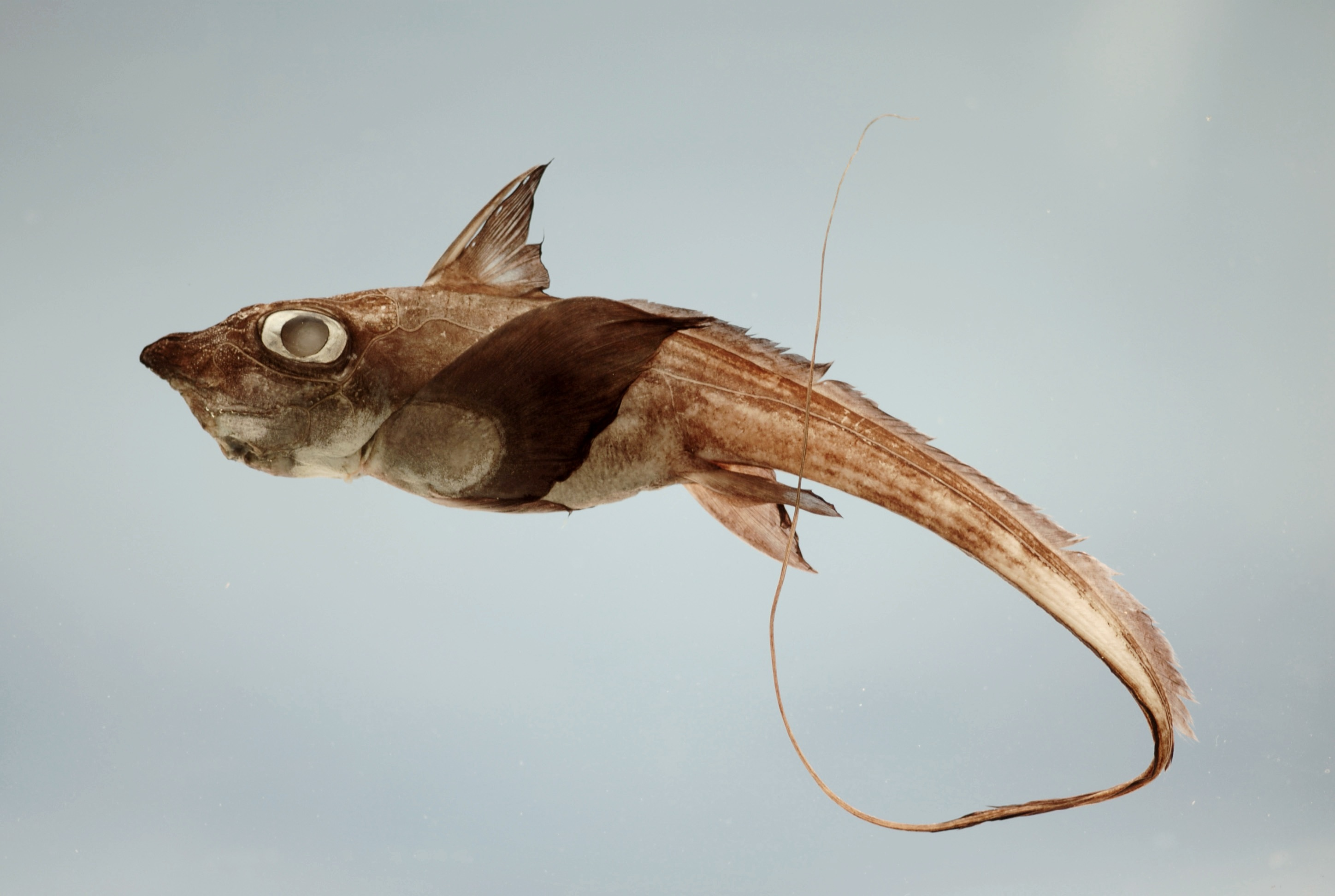
Hydrolagus alberti.
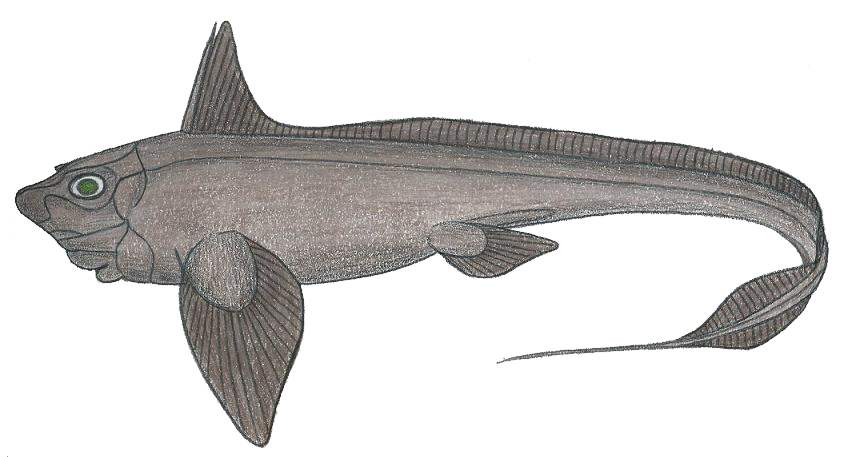
Hydrolagus affinis.
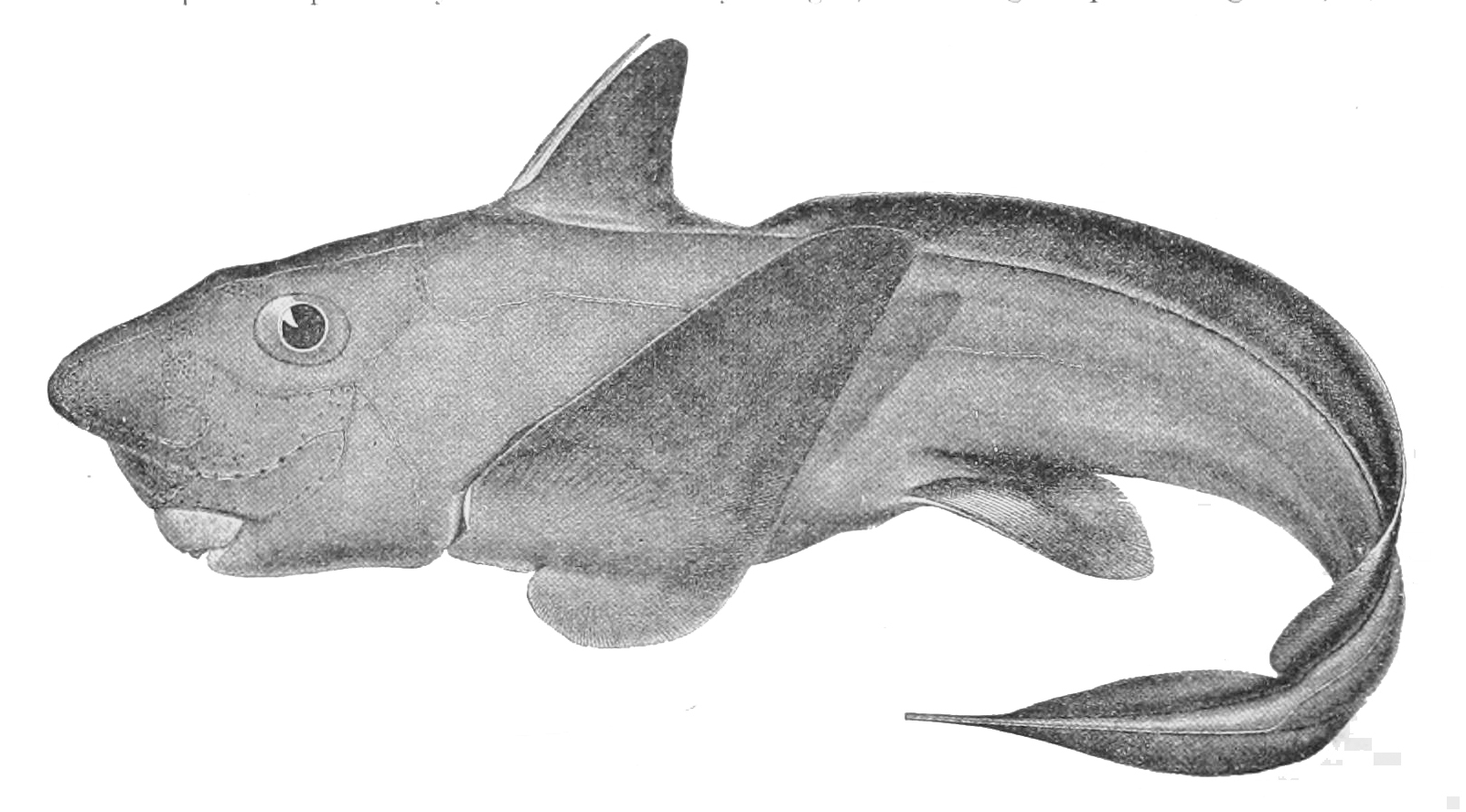
Hydrolagus purpurescens.
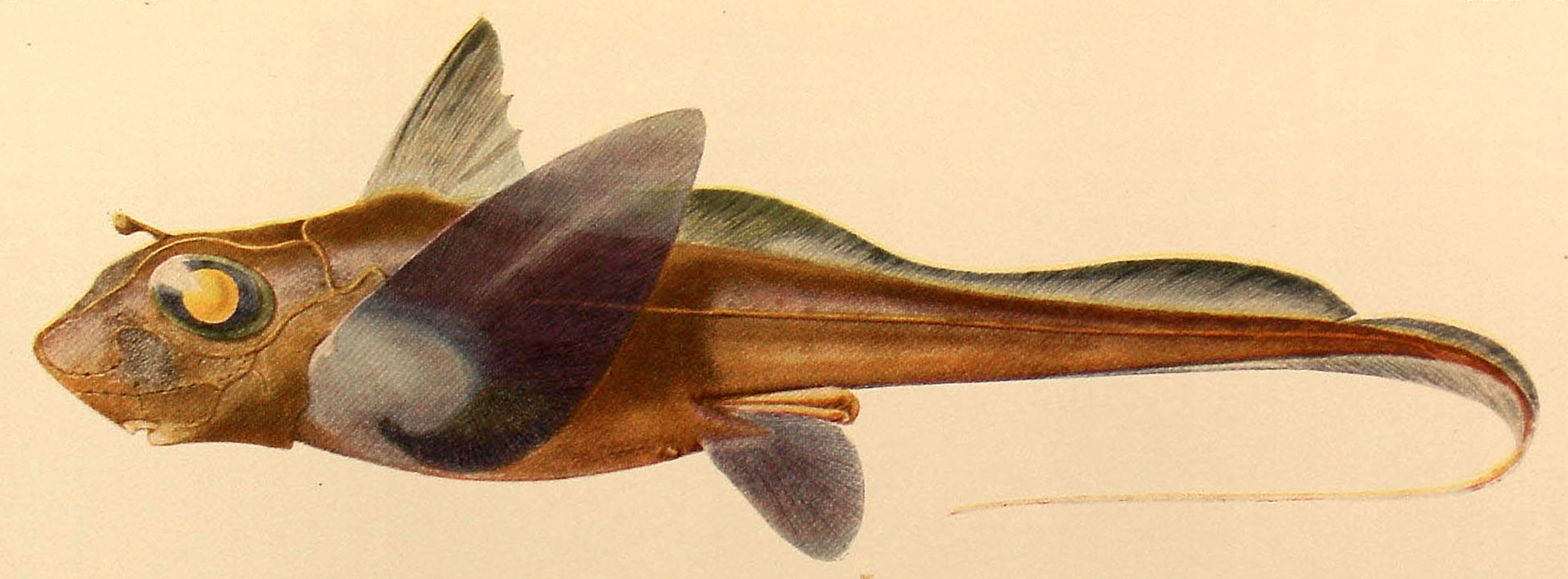
Hydrolagus mirabilis.
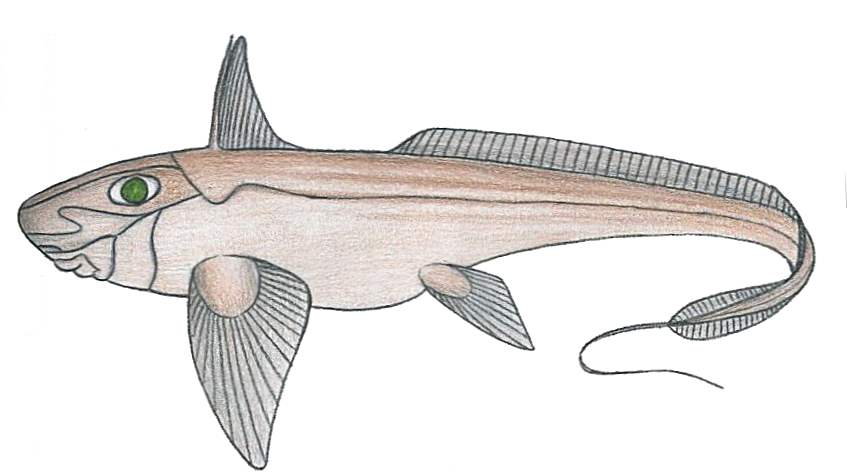
Hydrolagus pallidus.